# Boyer Strait
Boyer Strait är ett sund i Kanada.   Det ligger i territoriet Nunavut, i den norra delen av landet, 3 600 km nordväst om huvudstaden Ottawa.
Trakten runt Boyer Strait består i huvudsak av gräsmarker. Trakten runt Boyer Strait är nära nog obefolkad, med mindre än två invånare per kvadratkilometer.